# Suno Gallus Wallström
Suno Gallus Wallström, född 18 juni 1836 i Storbritannien, död 9 januari 1922, var en svensk adjunkt som blev omtalad och dömd för att 1884 ha haft ett förhållande med en 12 år gammal flicka. Fallet Wallström, "hvars namn vunnit en så sorglig ryktbarhet inom vårt land" gick ända upp till Högsta domstolen där Wallström, efter att ha blivit frikänd i hovrätten, blev dömd till ett och ett halvt års straffarbete.

## Biografi
Wallström blev adjunkt vid Karolinska läroverket i Örebro 1876. Han hade denna tjänst fram till 1885 då han mitt i en termin sade upp sig, och inför kontraktsprosten Keijser yttrade orden:
| ” | Jag har handlat vansinnigt, jag har lidit förfärligt under denna sommar, jag finner att jag icke längre kan vara lärare vid läroverket. | „ |

Anledningen till uppsägningen var att han under pingsthelgen 1884 "begick otukt" med flickan Brita Hjort som var inackorderad hos familjen Wallström som tjänsteflicka. När brottet begicks var Wallström 50 år och flickan var 12 år gammal. 
Brita Hjort blev gravid efter händelsen, och födde i januari 1885 ett sex veckor för tidigt fött barn som avled kort efter födseln. Efter rättegången kom hon att omhändertas för att "under drottningens m.fl. protektion njutande uppfostran i Schweiz", medan Wallström dömdes till två års straffarbete, senare reducerat till ett och ett halvt år.

### Rättegång

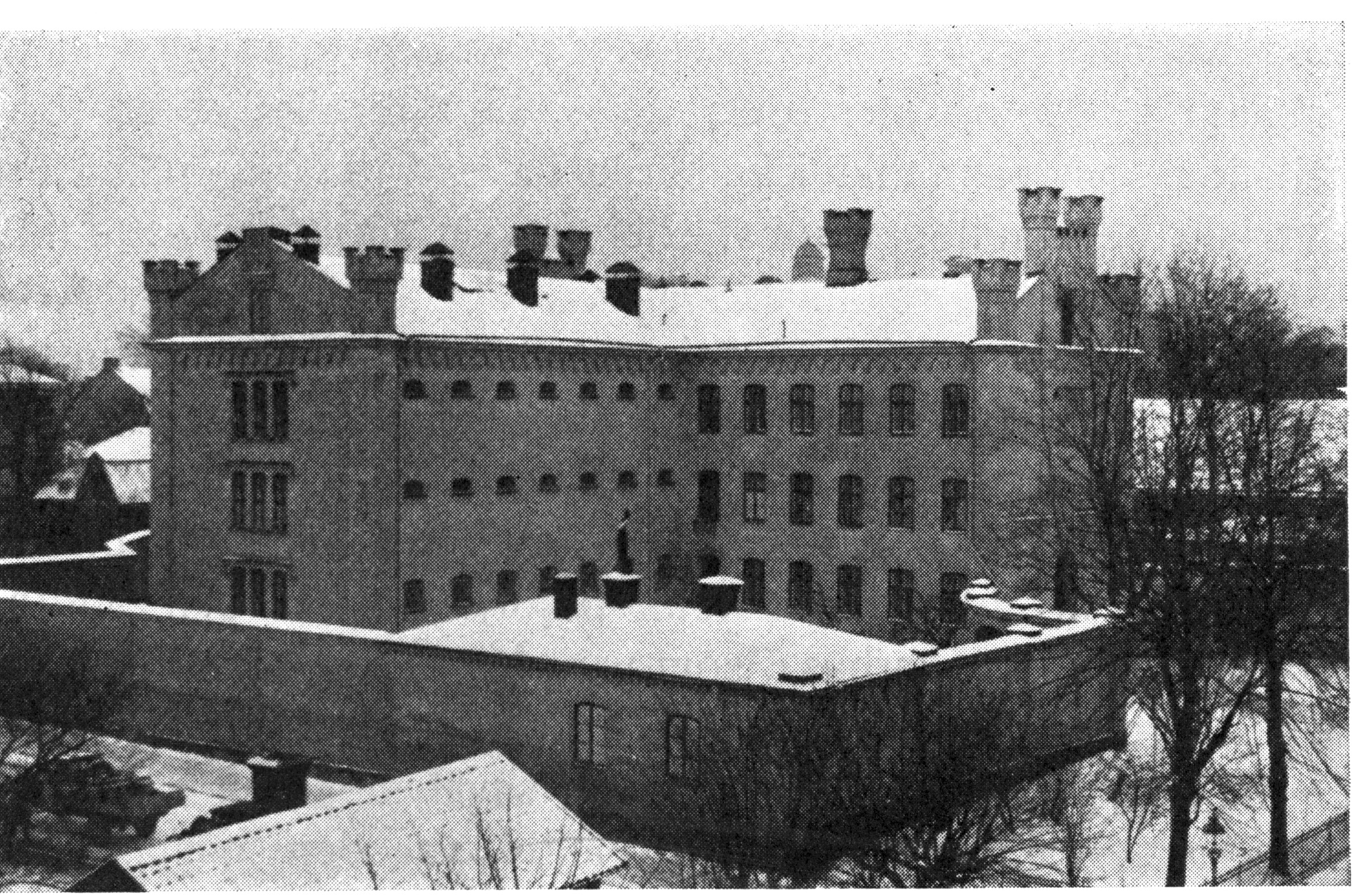
Länscellfängelset i Örebro, där Wallström avtjänade sitt straff

Brottet begicks 1884 men uppmärksammades inte förrän i januari 1885, då Wallström angav sig själv inför Stockholmspolisen som skyldig till sedlighetsbrott mot henne vid ett tillfälle. Wallström häktades och dömdes skyldig av Stockholms rådhusrätt och fick två års straffarbete.
Domen överklagades till Örebro häradsrätt, som förklarade att de inte kunde styrka att Wallström skulle ha begått brottet. Trots hans tidigare erkännande förklarades han oskyldig.
Då någon antydde att Wallström borde ha ett par års straffarbete, så ska en av rättens medlemmar ha sagt “det är väl Brita Hjort som skulle ha det istället”. En annan ska ha sagt att “ ingen dom jag hittills har deltagit i har väckt så mycket tillfredsställelse som denna då Wallström frikändes.
Domen överklagades till Högsta domstolen som i september 1885 dömde Wallström skyldig med minsta möjliga marginal med fyra röster mot tre till ett och ett halvt års straffarbete. Tidningsmannen Valter Bratt sammanfattade många år senare (1950) målet med orden: “Målets behandling företedde många märkliga och mystiska drag, och som Wallström var i vida kretsar känd och originell, på de flesta håll populär och högt uppskattad men på andra håll mer omstridd person, gick opinionsrörelsens vågor höga för och emot i hela landet”.
Wallström började avtjäna straffet vid länscellfängelset i Örebro den 20 september 1885, och med ett "lagenligt afdrag af 3 månader och 21 dagar" för tid han suttit häktad blev han frisläppt den 29 november 1886.

### Efterspel
År 1887 fick han en ny anställning som lärare i Stockholm.
Trots att Wallström dömdes vann han vissa sympatier, och bland annat skrevs i januari 1887, strax efter att han avtjänat sitt straff, att "Wallström var en ovanligt duglig språkkarl i synnerhet i franska och tyska, hvarför hans oförmodade afgång från Örebro läroverk betraktades som en verklig förlust. Det bör derför vara så mycket mera glädjande att erfara det den skicklige läraren efter uttjänt fängelsetid räddats från undergång genom att få en lämplig plats. Han har nämligen vunnits för en enskild undervisningsanstalt - Frumeries repetitionskurs härstädes - der behofvet af en god språklärare icke kan nog uppskattas".
Wallström utvandrade 1892 "till Amerikas vestra kust" och uppgavs 1894 befinna sig i San Francisco och "ha sin utkomst av tidningsvärksamhet, hvarjämte han håller föredrag". Han avled 1922 i sitt hem i Örebro.